# آب چهرو
آب چهرو، روستایی از توابع بخش آبژدان در استان خوزستان ایران است.	

## جمعیت
این روستا در دهستان آبژدان قرار دارد و براساس سرشماری مرکز آمار ایران در سال ۱۳۸۵، جمعیت آن ۲۷۸ نفر (۴۰خانوار) بوده‌است.